# فینینگ (باواریا)
فینینگ (باواریا) (به آلمانی: Finning, Bavaria) یک شهر در آلمان است که در بایرن واقع شده‌است.

## خصوصیات
فینینگ ۲۳٫۳۳ کیلومترمربع مساحت دارد ۶۰۹ متر بالاتر از سطح دریا واقع شده‌است.